# فرهاد مهران‌فر
فرهاد مهران‌فر (متولد ۶ آذر ۱۳۳۸ در بندر انزلی) کارگردان، فیلم‌نامه‌نویس و پژوهشگر ایرانی است که اغلب آثار وی در جشنواره‌های متعدد ملی و بین‌المللی مورد توجه قرار گرفته و جوایز متعددی را کسب کرده‌اند.

## زندگی هنری
مهران‌فر دانش‌آموختهٔ رشتهٔ سینما از دانشکده سینما و تئاتر دانشگاه هنر مابین سال‌های (۱۳۵۶ – ۱۳۶۴) است و تا کنون بیش از ۵۰ فیلم مستند، کوتاه و بلند سینمایی را در کارنامهٔ خود داشته‌است. وزارت فرهنگ و ارشاد اسلامی در سال ۱۳۷۹ مدرک درجه ۱ هنری را به فرهاد مهران‌فر اعطا نمود.
مهران‌فر در بین ۲۵ سینماگر برتر ایران بر حسب تعداد جوایز بین‌المللی دریافتی از ابتدای انقلاب اسلامی تا سال ۱۳۸۲، با ۴ فیلم سینمایی و ۲ فیلم مستند در رتبه ۸ قرار دارد. همچنین موشک کاغذی اولین اثر سینمایی او در رتبه‌بندی موفق‌ترین فیلم‌های ایرانی بر حسب تعداد جوایز بین‌المللی دریافتی (۱۳۵۸ – ۱۳۸۲) با ۹ جایزه در رده هفتم و در کنار فیلم‌های خانه دوست کجاست (عباس کیارستمی)، کلید (ابراهیم فروزش) و بچه‌های آسمان (مجید مجیدی) قرار دارد.
از مهمترین آثار وی می‌توان به فیلم‌های سینمایی موشک کاغذی (۱۳۷۵)، درخت جان (۱۳۷۶)، چریکه هورام (۱۳۷۸)، قطعه زمستانی (۱۳۸۰)، سرزمین رها(۱۳۹۲) و خواب آب (۱۳۹۴) اشاره کرد.

## فیلم‌های مستند و کوتاه

### فهرست فیلم‌های مستند و کوتاه[۹]
1. کوأج ۱۳۶۴
2. عید اهل سنت  ۱۳۶۵
3. بچه‌های خمسه خونی ۱۳۶۵
4. بچه‌های آق اولر ۱۳۶۵
5. بچه‌های ماهیگیر ۱۳۶۵
6. تالش ۱۳۶۶
7. جوانه‌ها ۱۳۶۶
8. نیشکر ۱۳۶۷
9. ذغال‌پزان ۱۳۶۷
10. عملیات شاس ۱۳۶۷
11. بره‌ها در برف به دنیا می‌آیند ۱۳۶۷
12. آن شب که… (زلزلهٔ گیلان) ۱۳۶۹
13. ریشه‌ها ۱۳۶۹
14. سیمکو اریکسون ۱۳۷۰
15. خرمشهر ۱۳۷۱
16. آبادان ۱۳۷۱
17. اهواز ۱۳۷۱
18. دزفول ۱۳۷۱
19. شوش ۱۳۷۱
20. زیران ۱۳۷۲
21. دختر کوه‌های شقایق ۱۳۷۳
22. بچه گرگ‌های بام گیلان ۱۳۷۴
23. من و پرنده‌هایم ۱۳۷۴
24. گیلان سرزمین رؤیای سبز ۱۳۷۵
25. کودکان نیزار[۱۰] ۱۳۷۵
26. آتشکاران جنگل[۱۰] ۱۳۷۵
27. مستند کلاسی در مه ۱۳۸۱
28. مستند آب ۱۳۸۱
29. مستند باد ۱۳۸۱
30. مستند خاک ۱۳۸۱
31. مستند آتش ۱۳۸۱
32. نوسال ۱۳۸۵
33. مجموعهٔ سیزده قسمتی مستند آب ۱۳۸۶
34. دیلمان، سرزمین دست نیافتنی ۱۳۸۶
35. دیلمان، بهشت گمشده ۱۳۸۶
36. مجموعهٔ سیزده قسمتی مستند دیلمان بهشت نیاکان ۱۳۸۶
37. سرود ملی آب ۱۳۸۷

### جوایز فیلم‌های کوتاه
فیلم‌های کوتاه مهران‌فر موفق به دریافت جوایز متعددی شده‌اند که برخی از آنها عبارتند از:
۱- کوأج: برگزیده به عنوان بهترین مستند در چهارمین جشنوارهٔ سینمای جوان ۱۳۶۵
۲- تالش: برگزیده به عنوان بهترین مستند در سومین جشنوارهٔ فرهنگی ادبی روستا- ۱۳۶۶
۳- ذغال‌پزان: برگزیده به عنوان بهترین فیلمنامه و پرداخت شاعرانه در اولین جشنوارهٔ کارگری- ۱۳۶۹
۴- بره‌ها در برف به دنیا می‌آیند: حضور در بیش از بیست فستیوال بین‌المللی
- برندهٔ جایزهٔ انسان و طبیعت در سی و ششمین جشنوارهٔ بین‌المللی اوبرهاوزن آلمان- ۱۳۶۹
- برگزیده به عنوان بهترین فیلم از نظر نگاه ارزشمند فیلمساز در اولین جشنوارهٔ فیلم کوتاه ایران- ۱۳۶۹

۵- آن شب که . . . : برگزیده به عنوان بهترین مستند در نهمین جشنوارهٔ فیلم وحدت- ۱۳۷۱
- برگزیده به عنوان بهترین مستند در هشتمین جشنوارهٔ فرهنگی ادبی روستا- ۱۳۷۱

۶- ریشه‌ها: برگزیده به عنوان پرداخت هنرمندانه و پویایی در بیان سینمایی در دومین جشنوارهٔ بین‌المللی فیلم کوتاه همدان- ۱۳۷۱
- حضور در بیش از بیست فستیوال بین‌المللی

۷- زیران: برگزیده به عنوان بهترین فیلم در دهمین جشنوارهٔ کودک و نوجوان اصفهان ۱۳۷۳
- دریافت کتاب زرین بهترین فیلم داستانی از جشنوارهٔ معلم- ۱۳۷۴
- حضور در چندین جشنوارهٔ بین‌المللی

۸- دختر کوه‌های شقایق: دریافت پروانهٔ زرین بهترین فیلم کوتاه در دوازدهمین جشنوارهٔ کودک و نوجوان کرمان- ۱۳۷۵
- دریافت کتاب زرین بهترین فیلمبرداری از بیست و ششمین جشنوارهٔ بین‌المللی رشد- ۱۳۷۵

۹- من و پرنده‌هایم: دریافت تندیس‌های بهترین کارگردانی، تهیه کنندگی و صدابرداری از پانزدهمین جشنوارهٔ سینمای جوان ایران- ۱۳۷۵
- دریافت دیپلم افتخار و خرس نقره‌ای از جشنوارهٔ بین‌المللی ا بنزه اتریش- ۱۳۷۵
- حضور در چندین جشنوارهٔ بین‌المللی

## فیلم‌های سینمایی

### فهرست فیلم‌های سینمایی
مهران‌فر تاکنون ۶ اثر بلند سینمایی در کارنامهٔ خود دارد:
- ۱- موشک کاغذی ۱۳۷۵
- ۲- درخت جان ۱۳۷۶
- ۳- چریکه هورام ۱۳۷۸
- ۴- قطعه زمستانی ۱۳۸۰
- ۵- شعله در باد ۱۳۹۰
- ۶- سرزمین رها ۱۳۹۲
- ۷- خواب آب ۱۳۹۴

### جوایز فیلم‌های سینمایی

#### موشک کاغذی
فیلم سینمایی موشک کاغذی در جشنواره‌های داخلی و همچنین ۳۷ جشنواره بین‌المللی حضور یافت و توانست جوایز زیر را دریافت کند:
- دریافت جایزهٔ ویژهٔ هیئت داوران و سیمرغ بلورین پانزدهمین جشنوارهٔ فیلم فجر- ۱۳۷۵
- دریافت دیپلم افتخار بهترین بازیگر مرد فیلم اول در پانزدهمین جشنوارهٔ فیلم فجر- ۱۳۷۵
- دریافت جایزهٔ نخست جشنوارهٔ میراث فرهنگی- ۱۳۷۶
- تقدیر از کارگردان و دریافت جایزهٔ بهترین بازیگر زن در پانزدهمین جشنوارهٔ ادبی فرهنگی

روستا- ۱۳۷۶
- دریافت جایزهٔ ویژهٔ هیئت داوران از بیست و ششمین جشنوارهٔ بین‌المللی رشد ۱۳۷۶
- دریافت جایزهٔ طاووس نقره‌ای از جشنوارهٔ بین‌المللی دهلی نو- ۱۹۹۷[۱۴][۱۵]
- دریافت جایزهٔ نخست جشنوارهٔ بین‌المللی سینه جونیور- پاریس- ۱۹۹۷
- دریافت جایزهٔ سیفژ از جشنوارهٔ بین‌المللی آلکینو- لهستان- ۱۹۹۷[۱۶]
- دریافت جایزهٔ ویژهٔ هیئت داوران جشنوارهٔ بین‌المللی زلین-جمهوری چک- ۱۹۹۸[۱۷]
- دریافت جایزهٔ ویژهٔ هیئت داوران جشنوارهٔ بین‌المللی سن سباستین- اسپانیا- ۱۹۹۸[۱۸]
- دریافت جایزهٔ نخست دومین جشنوارهٔ بین‌المللی المپیا- یونان- آذر ماه ۱۹۹۸[۱۹]

#### درخت جان
درخت جان دومین فیلم سینمایی مهران‌فر نیز در جشنواره‌های ملی و بین‌المللی متعددی حضور یافت و موفق به دریافت جوایز زیر شد:
- کاندید هشت عنوان سیمرغ بلورین، دریافت دو سیمرغ بلورین بهترین بازیگر زن و بهترین صدابردار و دریافت دیپلم افتخار بهترین کارگردانی و بهترین فیلم در میان برگزیدگان شانزدهمین دوره جشنواره بین‌المللی فیلم فجر (بهمن ۱۳۷۶)
- دریافت جایزهٔ بهترین فیلم سینمایی در جشنوارهٔ فرهنگی و ادبی روستا- ۱۳۷۷
- دریافت جایزهٔ بهترین فیلمبرداری از جشنوارهٔ بین‌المللی رشد – ۱۳۷۷
- دریافت جایزهٔ ویژهٔ محیط زیست از جشنوارهٔ بین‌المللی راگازی- سوییس- ۱۹۹۸

#### چریکه هورام
چریکه هورام در ۱۲ جشنواره بین‌المللی حضور یافت و موفق به دریافت جوایز زیر شد:
- دریافت جایزهٔ ویژهٔ هیئت داوران جشنوارهٔ بین‌المللی سانتا باربارا- کالیفرنیا- ۲۰۰۱
- دریافت جایزهٔ ویژهٔ هیئت داوران جشنوارهٔ بین‌المللی فیلادلفیا- ۲۰۰۱

#### قطعهٔ زمستانی
چهارمین فیلم سینمایی مهران‌فر در مجموع در ۱۲ جشنواره مللی و بین‌المللی حضور یافت و موفق به دریافت جوایز زیر شد:
- دریافت جایزهٔ تندیس سیمین از سی و یکمین جشنوارهٔ بین‌المللی فیلم رشد- ۱۳۸۰
- دریافت دیپلم افتخار بهترین کارگردانی از جشنوارهٔ سینما و زن- ۱۳۸۱
- حضور در بخش مسابقهٔ اصلی پنجاهمین دورهٔ جشنوارهٔ بین‌المللی سن سباستین اسپانیا- ۲۰۰۲ و

دریافت جایزهٔ همبستگی از این جشنواره
- دریافت جایزهٔ ویژهٔ هیئت داوران جشنوارهٔ سینه جونیور- فرانسه- ۲۰۰۳
- دریافت دلفین نقره‌ای از جشنوارهٔ ستوبال پرتقال- ۲۰۰۳
- دریافت جایزهٔ سیفژ از جشنوارهٔ فیلم المپیا- یونان- 2003[۲۷]

#### شعله در باد
تله فیلم شعله در باد تا کنون موفق به دریافت جوایز زیر شده‌است:
- دریافت جایزهٔ تندیس زرین از چهل و دومین جشنوارهٔ بین‌المللی فیلم رشد- ۱۳۹۱[۲۸]
- دریافت جایزه پروانه زرین بهترین کارگردانی از بیست و ششمین جشنواره کودک و نوجوان اصفهان - ۱۳۹۱[۲۹]
- دریافت جایزهٔ سیفژ از سوی نهاد جهانی فیلم کودک - 2012[۳۰]
- دریافت جایزهٔ بهترین فیلمبرداری (برای نادر معصومی) در جشنواره تولیدات رادیویی و تلویزیونی - ۱۳۹۳
- حضور در جشنواره خروس طلایی چین - ۲۰۱۳

#### سرزمین رها
فیلم سینمایی سرزمین رها تا کنون موفق به حضور و دریافت جوایز در جشنواره‌های زیر شده‌است:
- حضور در بخش «نوعی تجربه» سی و دومین جشنواره بین‌المللی فیلم فجر - 1392[۳۱]
- حضور در جشنواره خروس طلایی و ۱۰۰ گل چین - ۲۰۱۴
- حضور در جشنواره بین‌المللی چنای هند - 2014[۳۲]
- حضور در جشنواره المپیای یونان– 2014[۳۳][۳۴]
- حضور در بیست و هشتمین جشنواره بین‌المللی کودک و نوجوان اصفهان و دریافت دیپلم افتخار بهترین بازیگر خردسال برای نقش آفرینی رها بدرطالعی - 1393[۳۵]

#### خواب آب
فیلم سینمایی خواب آب آخرین اثر سینمایی فرهاد مهران‌فر با مضمون بودن یا نبودن آب و نقش آن در هستی یا نیستی حیات و زندگی است. فیلمبرداری فیلم در مهرماه ۱۳۹۴ در مهریز یزد کلید خورده‌است. عوامل اصلی این فیلم عبارتند از: نویسنده، تهیه‌کننده و کارگردان: فرهاد مهران فر، مدیر فیلم‌برداری: نادر معصومی، طراح صحنه و لباس: سهیلا فرزاد، برنامه‌ریز و دستیار اول کارگردان: بهزاد جعفری مذهب، صدابردار: علیرضا دریادل طراح صدا و صداگذار: آرش قاسمی، مشاور فرهنگی و تولید: احمد معین قفقازی، تدوین: شهرزاد پویا، مدیر تولید: زهرا عبداللهی خراطی، طراح گریم: محمد مهدی هدایتی و مدیر روابط عمومی: افشین جعفری خواه
بازیگران: پیام فضلی (مهندس جوان)، مریم نحوی (دختر)، افشین جعفری خواه (دوره‌گرد)، مهرنوش مقیمی (مادر) و بهزاد جعفری مذهب (پدر)
و با حضور حسین محجوب در نقش تنها پیرمرد آبادی متروک.
فیلم سینمایی خواب آب در جشنواره‌های زیر حضور داشته است:
- حضور در پنجمین جشنواره بین‌المللی فیلم سبز ایران
- حضور در بازار بین‌المللی شصت و نهمین جشنواره فیلم کن [۳۹][۴۰]
- حضور در جشنواره بین المللی فیلم پوسان کره جنوبی در سال ۲۰۱۶ [۴۱]
- حضور در جشنواره بین المللی فیلم سائو پائولو برزیل در سال ۲۰۱۶ [۴۲]
- حضور و دریافت جایزه در جشنواره بین المللی فیلم سبز برلین در آلمان [۴۳]
- حضور در جشنواره فیلم کاسا آسیای بارسلونا در سال ۲۰۱۷ [۴۴]

## سریال تلویزیونی
مجموعه تلویزیونی گنج راه شیری اولین مجموعه داستانی تلویزیونی فرهاد مهرانفر و به نویسندگی خزر مهران فر است که در ٢٨ قسمت ۴۵ دقیقه‌ای با پرداختن به کوشیار گیلانی (دیلمی) شخصیت علمی، فیلسوف، ریاضیدان و منجم قرن چهارم اهل گیلان تهیه شد. 
در خلاصه داستان آمده است: «با پیدا شدن نسخه خطی کتابی با قدمت ۱۰۰۰ ساله منسوب به کوشیار دیلمی منجم نامی ایران در پیرامون روستای تاریخی انبوه واقع در شهرستان رودبار گیلان و حضور افراد سودجو، سلسله حوادث جذابی اتفاق می‌افتد که عامل محرک آن کودکان روستا هستند». 